# 得能通昌

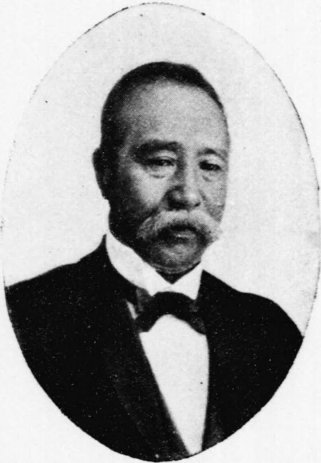
得能通昌

得能 通昌（とくのう みちまさ、嘉永5年1月25日（1852年2月14日） - 大正2年（1913年）5月14日）は、明治から大正初期の大蔵官僚、政治家。印刷局長、貴族院勅選議員、錦鶏間祗候。

## 経歴
薩摩藩士得能良介の長男として鹿児島に生まれ、1869年（明治2年）に上京して英学を学んだ。1874年（明治7年）陸軍省に入り、信号士官として台湾出兵に従軍した。その後、東京府属として教育行政を担当し、さらに愛知県に転任して勧業課に勤務した。ついで内務省に転じて地理局に勤務し、のち兵庫県地理課長となった。
1883年（明治16年）大蔵省印刷局長であった父が死去すると、大蔵省権少書記官に昇進して印刷局勤務となった。大蔵省三等技師、同印刷局事務次長、同事務長、同印刷局長、内閣印刷局長を歴任した。
1906年（明治39年）1月7日、貴族院議員に勅選され、死去するまで在任した。

## 栄典
- 1897年（明治30年）11月20日 - 正五位[7]

## 著書
- 『巡回日記』印刷局、1889年。
- 『米国巡回紀行』印刷局、1889年。

## 親族
- 岳父：進十六（長州藩士、司法官）[8]